# غضروف کریکوئید
غضروف انگشتری یا غضروف کریکوئید (به انگلیسی: Cricoid cartilage) (از کلمه یونانی کریکوئیدس به معنی «انگشترمانند») تنها حلقه غضروفی کامل است که نای را احاطه کرده است. غضروف انگشتری در کودکان در سطح چهارمین جسم مهره گردنی و در بالغین در سطح هفتمین مهره گردنی است. غضروف انگشتری باریک‌ترین قسمت راه هوایی است.
سیب آدم بر روی غضروف تیروئید قرار دارد و غضروف انگشتری زیر غضروف سپری جای می‌گیرد، میان غضروف انگشتری و تیروئید یک غشاء به نام غشاء کریکوئید موجود است.
منطقه‌ای از زیر طناب صوتی تا لبه تحتانی غضروف انگشتری را فضای ساب‌گلوت می‌گویند.

## نگارخانه

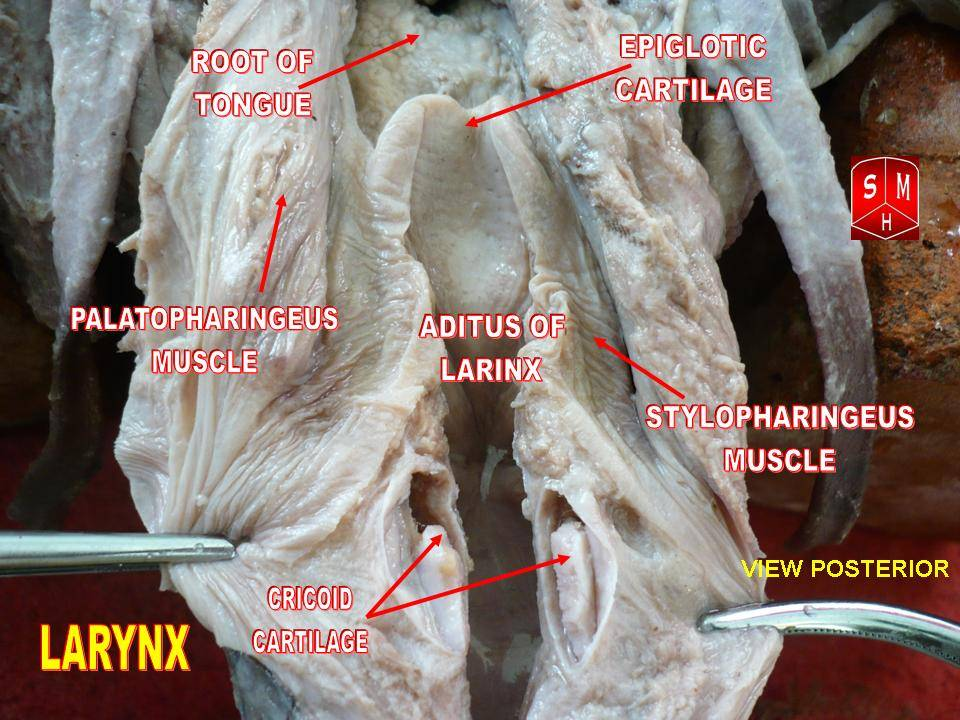
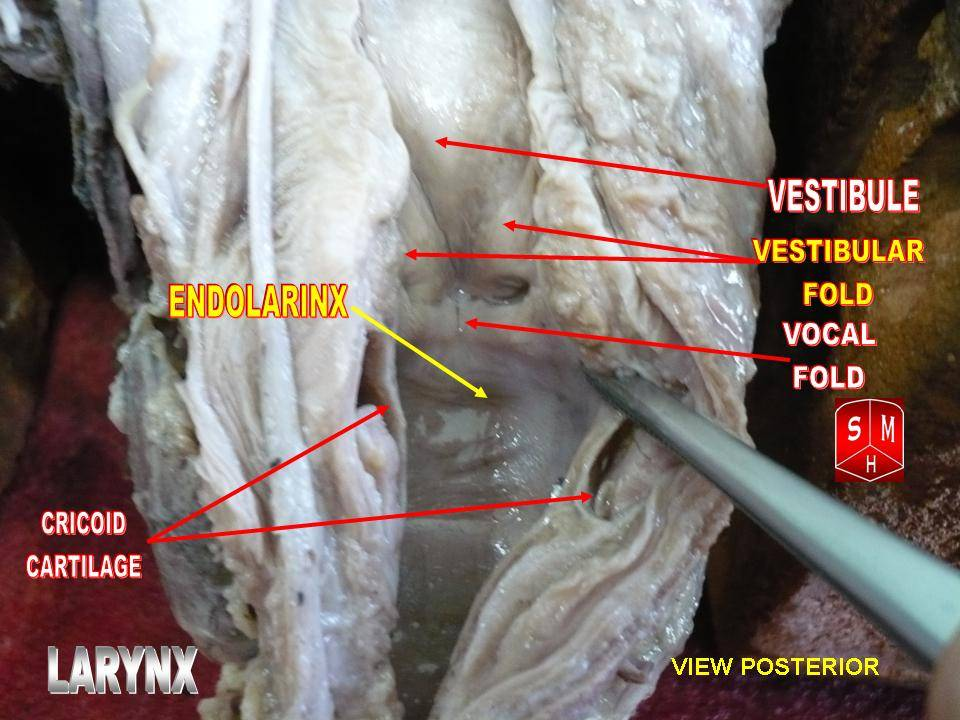
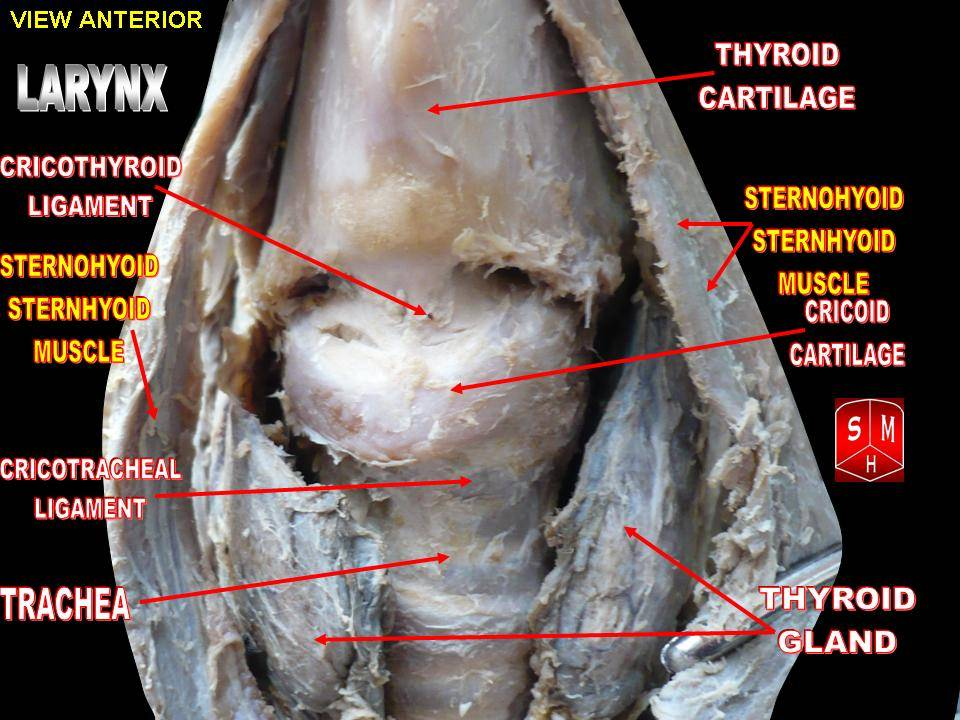
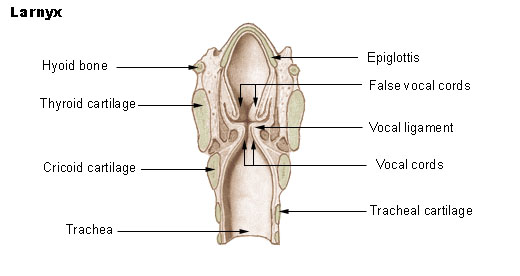
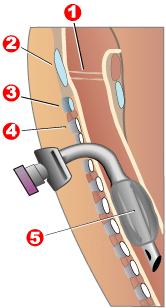
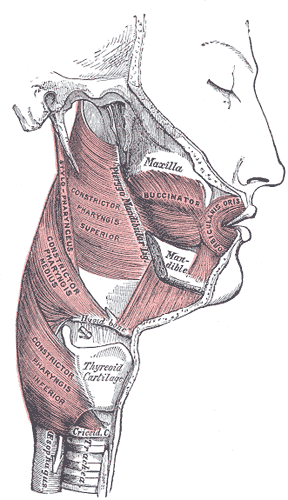
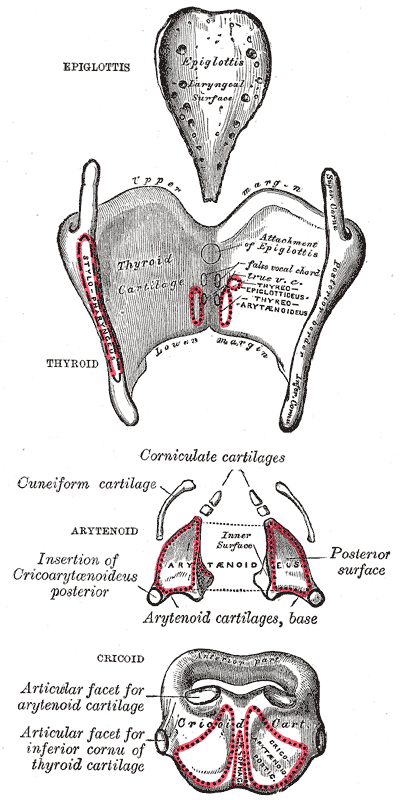
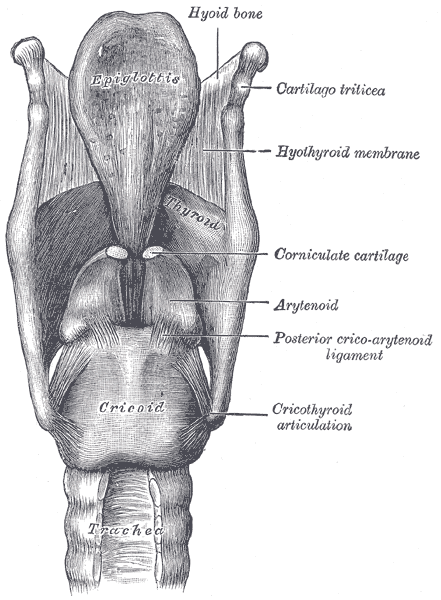
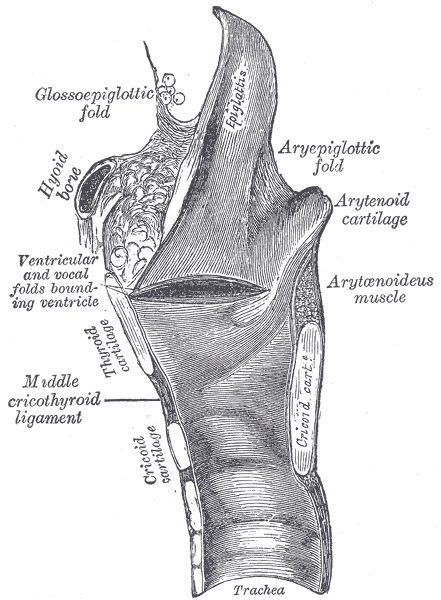
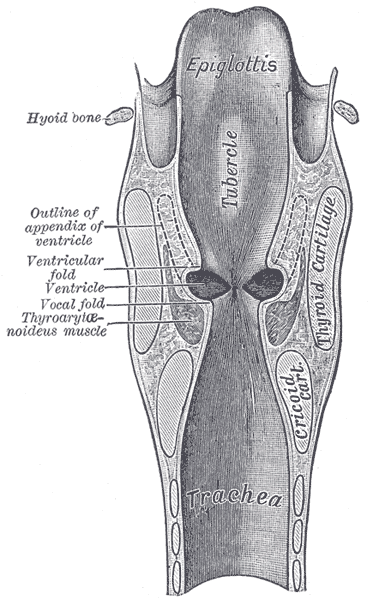
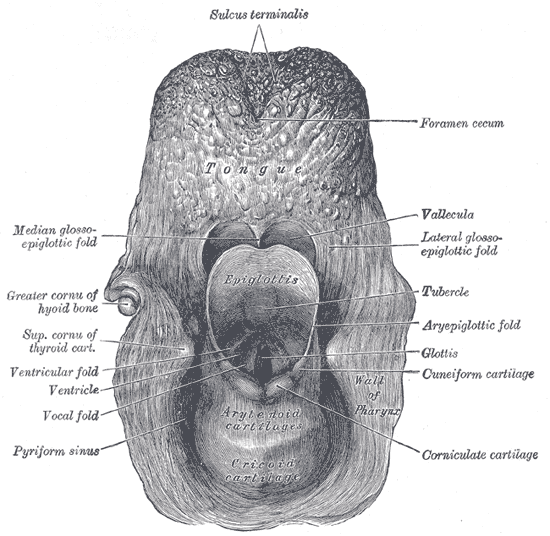
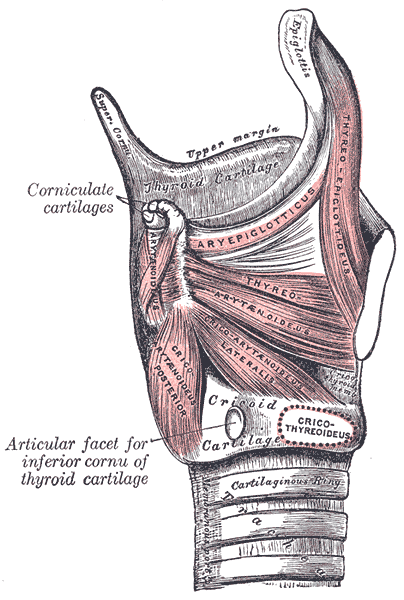
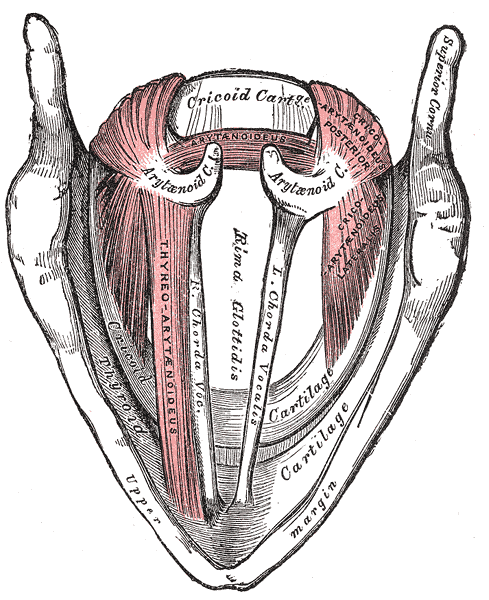
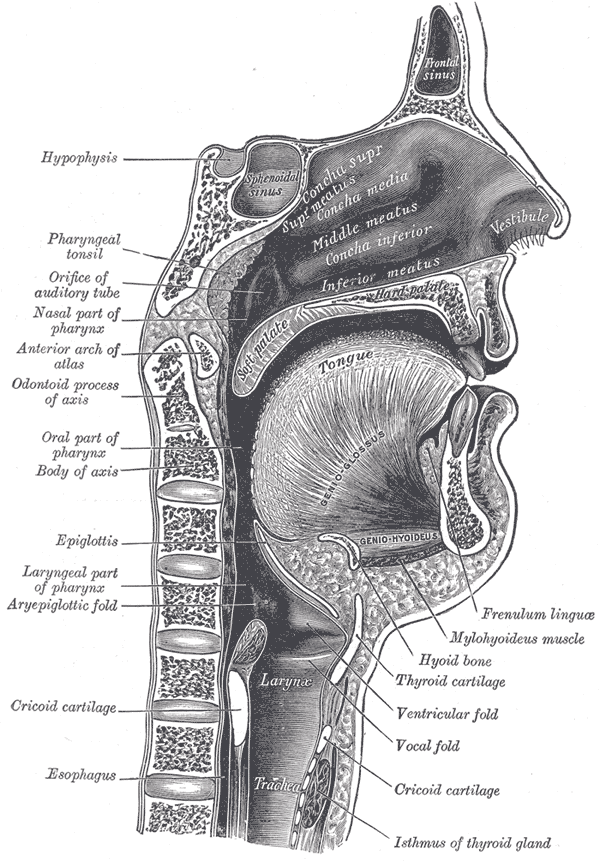
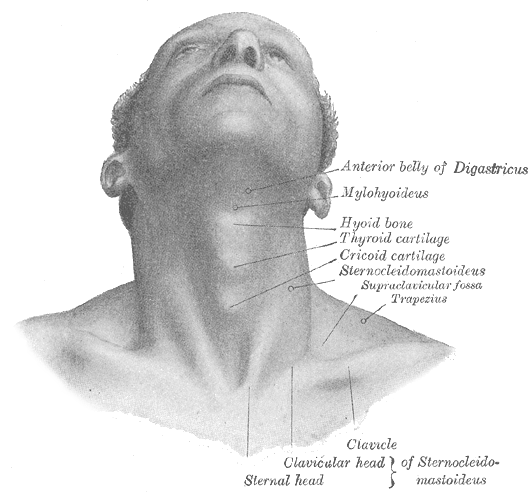
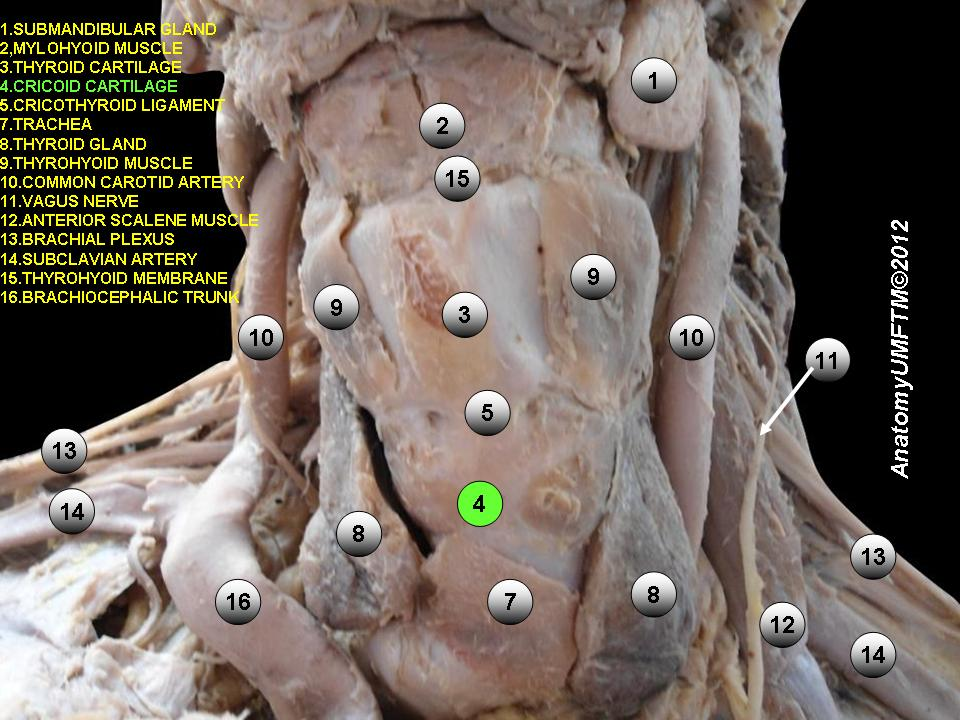
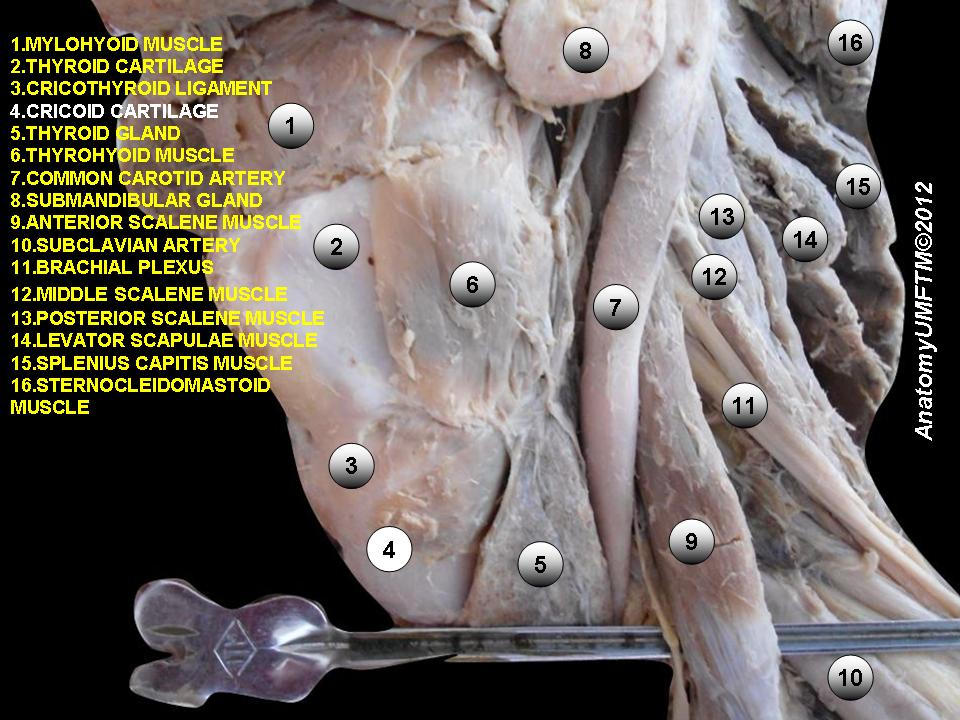
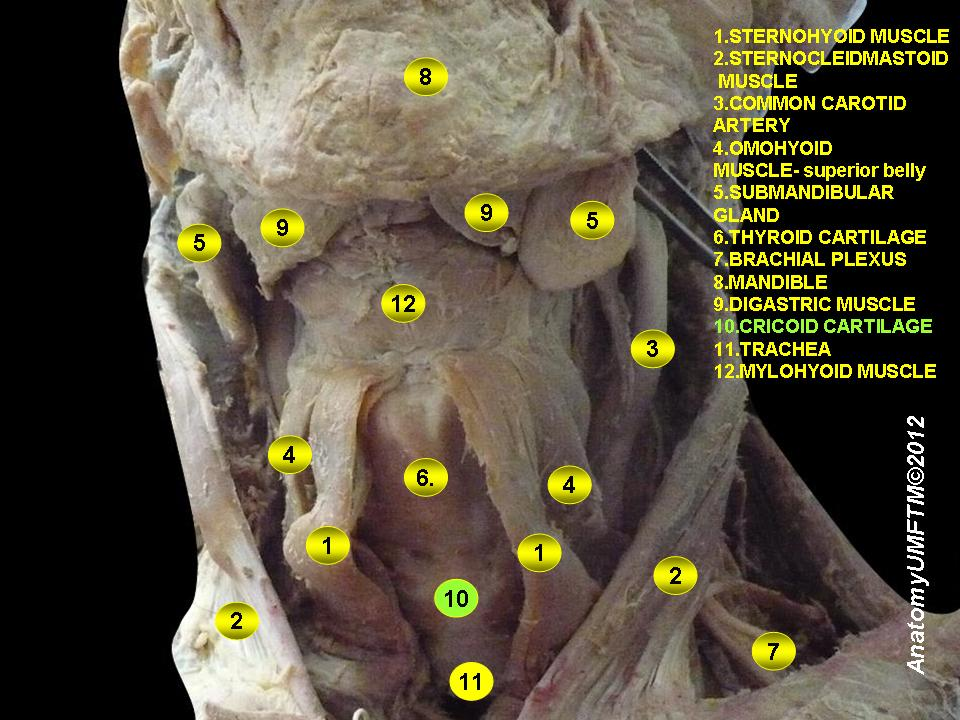
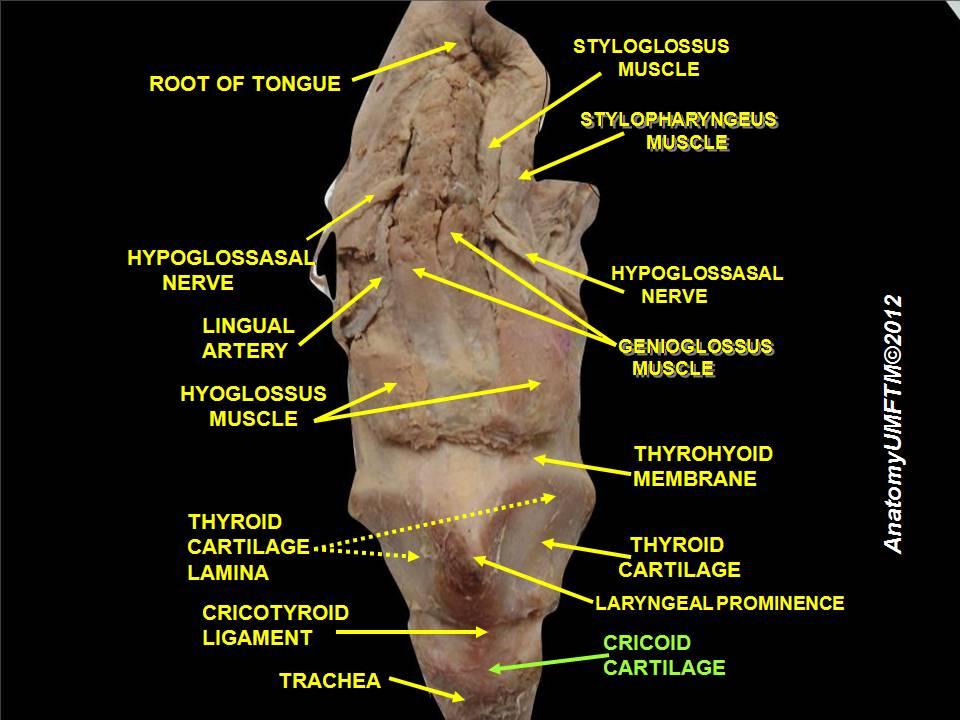
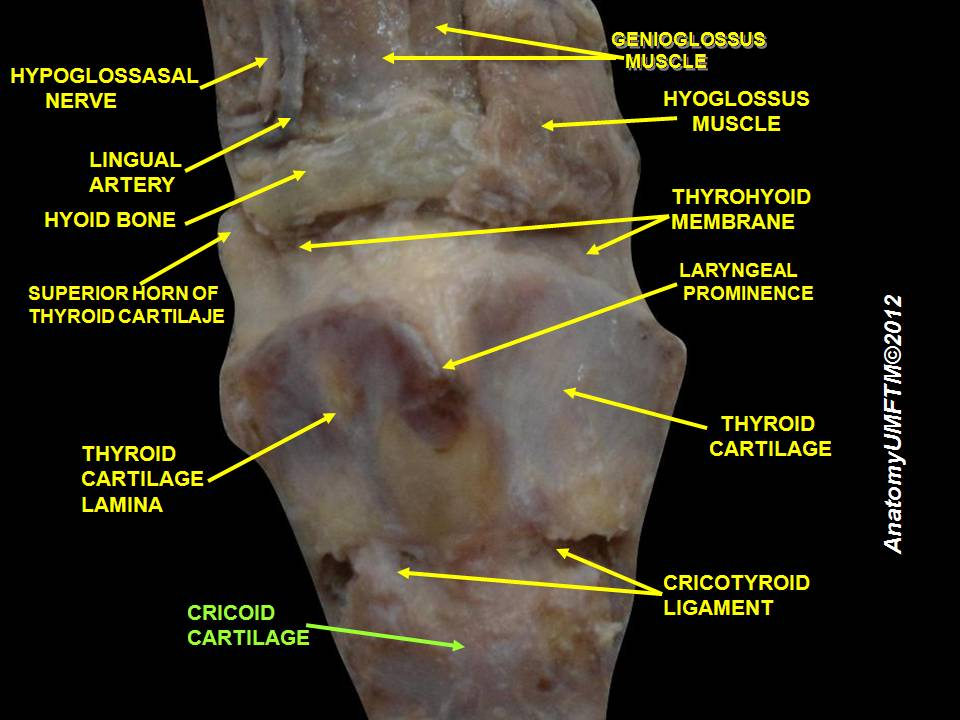
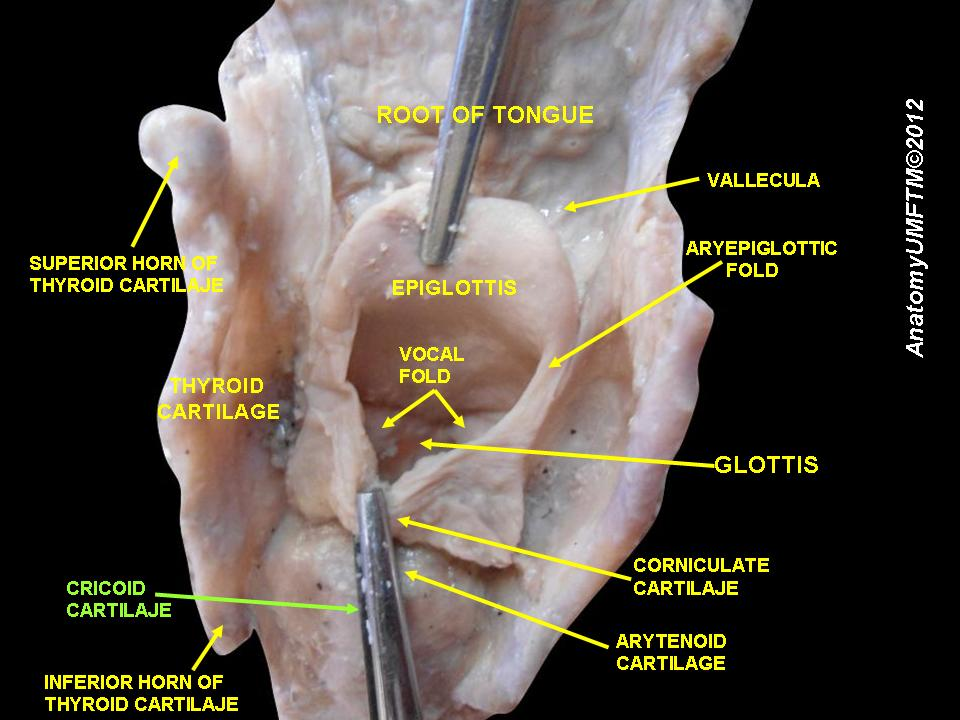
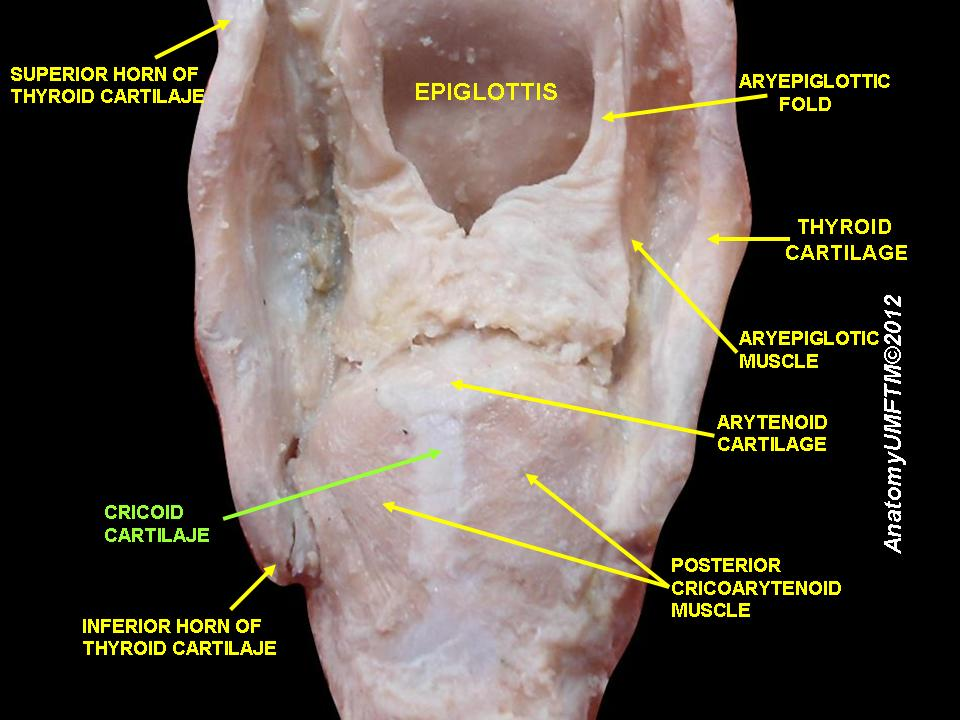